# Washington Place
Washington Place är ett hus i Honolulu, Hawaii, som fungerar som delstatens guvernörs officiella residens. Tidigare har också Hawaiis kungligheter bott i huset.
Husets byggherre var kapten John Dominis. Arkitekten var Isaac Hart, och byggnaden representerar nygrekisk stil. Vid färdigställningen år 1847 var huset en av Honolulus största byggnader och dominerade den lokala stadsbilden.
John Dominis försvann under sin sjöresa till Kina år 1846, och hans änka började hyra ut ett rum i huset för att få en extrainkomst. En av hyresgästerna var Anthony Ten Eyck som grundade en ambassad av USA i huset. Eyck började kalla huset Washington Place och sedan det har namnet varit i allmänt bruk.
Husets bäst kända boende är kanske drottningen Lili'uokalani som flyttade in år 1862. Washington Place var hennes residens tills hon avled år 1917.
Washington Place har varit nationellt historiskt minnesmärke sedan 2007.